# 나카무라 슌스케 (배우)
나카무라 슌스케(中村俊介, 1975년 2월 16일 ~ )는 일본의 배우이다.

## 출연작

### 드라마
- 2009년 《반장 진난서 아즈미 반장 1》 무라사메 아키히코 역
- 2010년 《반장 진난서 아즈미 반장 2》 무라사메 아키히코 역
- 2010년 《반장 진난서 아즈미 반장 3》 무라사메 아키히코 역
- 2011년 《반장 진난서 아즈미 반장 4》 무라사메 아키히코 역
- 2012년 《나비장에 어서 오세요 》 집 주인 역

### 영화
- 2003년 《록커즈》 타카기 진 역